# シモーネ・コリオ
シモーネ・コリオ（Simone Collio、1979年12月27日 ‐ ）は、イタリア・チェルヌスコ・スル・ナヴィーリオ出身の陸上競技選手。専門は短距離走。100mの自己ベストは10秒06。室内60mの自己ベスト6秒55は元室内イタリア記録。2004年ブダペスト世界室内選手権男子60mのファイナリスト（7位）である。妻のイベット・ラロワも100mで10秒77の自己ベストを持つ世界トップレベルのスプリンター。

## 経歴
2004年3月、ブダペストで開催された世界室内選手権の男子60mに出場すると、準決勝をイタリア記録（当時6秒55）に迫る6秒58の自己ベスト（当時）で突破。この種目では1989年ブダペスト大会のピエールフランチェスコ・パボーニ（3位）とAntonio Ullo（4位）以来、15年ぶりにイタリア人ファイナリストとなったが、決勝は6秒60とタイムを落として7位に終わった。
2008年2月9日、60mで6秒55の室内イタリアタイ記録（当時）を樹立し、1990年にピエールフランチェスコ・パボーニがマークした記録に並んだ。
2009年7月21日、100mで10秒06（+1.2）の自己ベストをマーク。ピエトロ・メンネア（10秒01）、Carlo Boccarini（10秒08）に続いてイタリア史上3人目となる10秒0台をマークし、イタリア歴代2位（当時）に名を連ねた。
2009年8月、ベルリンで開催された世界選手権に出場すると、男子100mは1次予選で10秒49（-0.4）の組4着に終わり、0秒02差で2次予選進出を逃した。2走を務めた男子4×100mリレーでは予選を突破し、この種目では1995年ヨーテボリ大会以来の決勝進出に貢献した（決勝は38秒54で6位）。
2010年7-8月、バルセロナで開催されたヨーロッパ選手権に出場すると、男子100mは決勝に進出するもフライングで失格となった。男子4×100mリレーは2走を務め、決勝では38秒17のイタリア記録を樹立しての銀メダル獲得に貢献。優勝したフランスとは0秒06差で惜しくも金メダルは逃したが、この種目では1994年ヘルシンキ大会以来のメダル獲得となった。

## 家族
2013年9月にブルガリア人のイベット・ラロワと結婚した。100mで10秒77、200mで22秒32の自己ベストを持ち、2004年アテネオリンピックの100mで4位、200mで5位、2011年大邱世界選手権の100mで7位、2015年北京世界選手権の200mで7位、2016年リオデジャネイロオリンピックの200mで8位などの実績を持つ。

## 自己ベスト
- 記録欄の（　）内の数字は風速（m/s）で、+は追い風、-は向かい風を意味する。

| 種目 | 記録          | 年月日        | 場所       | 備考               |
| 屋外 | 屋外          | 屋外          | 屋外       | 屋外               |
| ---- | ------------- | ------------- | ---------- | ------------------ |
| 100m | 10秒06 (+1.2) | 2009年7月21日 | リエーティ |                    |
| 200m | 20秒84 (-1.1) | 2009年6月11日 | ソフィア   |                    |
| 室内 |               |               |            |                    |
| 50m  | 5秒75         | 2009年2月20日 | リエヴァン |                    |
| 60m  | 6秒55         | 2008年2月9日  | バレンシア | 元室内イタリア記録 |
| 100m | 10秒33        | 2003年2月13日 | タンペレ   |                    |
| 200m | 21秒08        | 2001年2月25日 | トリノ     |                    |

## 主ナ成績
- 備考欄の記録は当時のもの

| 年   | 大会                          | 場所             | 種目    | 結果    | 記録          | 備考                                 |
| ---- | ----------------------------- | ---------------- | ------- | ------- | ------------- | ------------------------------------ |
| 1997 | ヨーロッパジュニア選手権 (en) | リュブリャナ     | 4x100mR | 予選    | DQ (2走)      |                                      |
| 2001 | ヨーロッパU23選手権 (en)      | アムステルダム   | 100m    | 5位     | 10秒48 (+2.2) |                                      |
| 2001 | ヨーロッパU23選手権 (en)      | アムステルダム   | 4x100mR | 決勝    | DNS           |                                      |
| 2003 | 世界室内選手権                | バーミンガム     | 60m     | 準決勝  | 6秒71         |                                      |
| 2003 | 世界選手権                    | パリ・サン＝ドニ | 4x100mR | 準決勝  | 38秒93 (2走)  |                                      |
| 2004 | 世界室内選手権                | ブダペスト       | 60m     | 7位     | 6秒60         | 15年ぶりのイタリア男子ファイナリスト |
| 2004 | オリンピック                  | アテネ           | 100m    | 2次予選 | 10秒29 (-0.2) |                                      |
| 2004 | オリンピック                  | アテネ           | 4x100mR | 予選    | 38秒79 (2走)  |                                      |
| 2005 | ヨーロッパ室内選手権 (en)     | マドリード       | 60m     | 5位     | 6秒66         |                                      |
| 2005 | 世界選手権                    | ヘルシンキ       | 100m    | 2次予選 | 10秒60 (-2.0) |                                      |
| 2005 | 世界選手権                    | ヘルシンキ       | 4x100mR | 予選    | DQ (2走)      |                                      |
| 2007 | 世界選手権                    | 大阪             | 100m    | 2次予選 | 10秒31 (-0.5) |                                      |
| 2007 | 世界選手権                    | 大阪             | 4x100mR | 予選    | 38秒81 (2走)  |                                      |
| 2007 | 世界軍人体育大会 (en)         | ハイデラバード   | 100m    | 2位     | 10秒29        |                                      |
| 2007 | 世界軍人体育大会 (en)         | ハイデラバード   | 4x100mR | 優勝    | 39秒28        | 大会記録                             |
| 2008 | 世界室内選手権                | バレンシア       | 60m     | 準決勝  | 6秒74         |                                      |
| 2008 | オリンピック                  | 北京             | 100m    | 2次予選 | 10秒33 (0.0)  |                                      |
| 2008 | オリンピック                  | 北京             | 4x100mR | 予選    | DQ (2走)      |                                      |
| 2009 | ヨーロッパ室内選手権 (en)     | トリノ           | 60m     | 予選    | 6秒72         |                                      |
| 2009 | 地中海競技大会 (en)           | ペスカーラ       | 4x100mR | 優勝    | 38秒82 (2走)  |                                      |
| 2009 | 世界選手権                    | ベルリン         | 100m    | 1次予選 | 10秒49 (-0.4) |                                      |
| 2009 | 世界選手権                    | ベルリン         | 4x100mR | 6位     | 38秒54 (2走)  |                                      |
| 2010 | ヨーロッパ選手権              | バルセロナ       | 100m    | 決勝    | DNF           |                                      |
| 2010 | ヨーロッパ選手権              | バルセロナ       | 4x100mR | 2位     | 38秒17 (2走)  | イタリア記録                         |
| 2011 | 世界選手権                    | 大邱             | 4x100mR | 5位     | 38秒96 (2走)  |                                      |
| 2012 | 世界室内選手権                | イスタンブール   | 60m     | 準決勝  | 6秒71         |                                      |
| 2012 | ヨーロッパ選手権              | ヘルシンキ       | 100m    | 決勝    | DQ            | フライング                           |
| 2012 | ヨーロッパ選手権              | ヘルシンキ       | 4x100mR | 予選    | DNF (2走)     |                                      |
| 2012 | オリンピック                  | ロンドン         | 4x100mR | 予選    | 38秒58 (1走)  |                                      |
| 2013 | ヨーロッパ室内選手権 (en)     | ヨーテボリ       | 60m     | 準決勝  | 6秒89         |                                      |
| 2013 | 地中海競技大会 (en)           | メルスィン       | 4x100mR | 優勝    | 39秒06 (2走)  |                                      |